# Christopher Paul Hasson
Christopher Paul Hasson (* um 1969) ist ein Leutnant der US-Küstenwache, der im Februar 2019 beschuldigt wurde, die gezielten Attentate auf hochkarätige amerikanische Politiker und Medienvertreter sowie wahllose Terroranschläge mit biologischen Waffen geplant zu haben. Er wurde im Februar 2019 wegen Waffen- und Drogenbesitzes festgenommen.
Hasson, der sich als weißer Nationalist ausweist, ließ sich laut Bundesanwaltschaft vom norwegischen Terroristen Anders Behring Breivik und Abtreibungsklinik-Bomber Eric Robert Rudolph inspirieren.

## Werdegang
Hasson war von 1988 bis 1993 F/A-18-Flugzeugmechaniker im Marine Corps und erreichte den Rang eines Unteroffiziers. Er war dann für ungefähr zwei Jahre im aktiven Dienst der Nationalgarde der Armee. Er diente bei der Virginia Army National Guard als Infanterist bei Alpha Company, 1. Bataillon, 183. Infanterieregiment. Im September 1995 wechselte Hasson zur Nationalgarde der Arizona Army und verließ sie im März 1996 mit demselben Rang wie bei seinem Beitritt. Er ist seit mehr als zwanzig Jahren in der Küstenwache und hat seine derzeitige Position dort seit 2016 inne.

## Verhaftung 2019
Hasson hatte seit 2017 Waffen und Munition angehäuft. Zu seinen Zielen gehörte die Ermordung hochkarätiger demokratischer und linksgerichteter Politiker und Mediengrößen.
Hasson versuchte herauszufinden, wo demokratische Politiker und Medienschaffende lebten. Dies wurde durch seine jüngsten Google-Suchanfragen gemäß dem anhängigen Prozessantrag gegen ihn untermauert. Dazu gehörten: „was, wenn Trump illegal angeklagt wird“, „Bürgerkrieg, wenn Trump angeklagt wird“, „Sozialdemokraten USA“, „wo in DC leben die meisten senatoren“, „wo in dc sind kongressleute zu sehen“, „haben Senatoren SS-Schutz“ und „sind oberste Richter geschützt“. Hasson suchte und fand die Adresse des MSNBC-Hosts Joe Scarborough heraus. Hasson glaubt an die Verschwörungstheorie eines geplanten Genozids gegen Weiße.
Im Jahr 2020 wurde er zu 160 Monaten Freiheitsstrafe verurteilt.

## Persönliches
Hasson ist verheiratet und hat zwei Kinder, von denen eines im Marine Corps ist.